# Ike Bird
Isaac "Ike" Bird (14 tháng 8 năm 1895 – 22 tháng 6 năm 1984) là một cầu thủ bóng đá người Anh có 8 lần ra sân ở Football League thi đấu cho Lincoln City ở vị trí inside left. Ông cũng thi đấu cho Lincoln tại Midland League, và cho Ilkeston United ở Central Alliance.